# 手花狸藻
手花狸藻（学名：Utricularia cheiranthos）為狸藻屬陆生食虫植物。其种加词“cheiranthos”来源于希腊文“cheir”和“anthos”，意为“手”和“花”。手花狸藻为澳大利亚北领地的特有种，仅存在于阿纳姆地崖壁附近的模式产地。